# ユニバーサル・スタジオ・ジャパンのアトラクション
ユニバーサル・スタジオ・ジャパンのアトラクションは、合同会社ユー・エス・ジェイによって運営され、大阪府大阪市此花区に所在するテーマパーク・ユニバーサル・スタジオ・ジャパンで運営している、また運営されていたアトラクションの一覧である。
以下でいうアトラクションの開設日は、運営側が発表した「グランドオープン」日を基準としている。なお、この開設日より前の期間にも、慣熟訓練や最終確認のため、事前告知せず運営を行う場合がある。また、ユー・エス・ジェイが定めた用語に合わせ、従業員を「クルー」、入場客を「ゲスト」、アトラクションの搬器部分（乗り物）を「ライド」、補助犬を「アシスティング・ドッグ」と表記する。

## ニューヨーク・エリア

### フェスティバル・イン・ザ・パーク
| フェスティバル・イン・ザ・パーク Festival In The Park | フェスティバル・イン・ザ・パーク Festival In The Park |
| ----------------------------------------------------- | ----------------------------------------------------- |
| オープン日                                            | 2001年3月31日 (USJと同時にオープン)                   |
| タイプ                                                | ゲーム                                                |
| 利用制限                                              | 有料                                                  |

フェスティバル・イン・ザ・パーク（英: Festival In The Park）は、パーク中央に位置するラグーン近くのカーニバルゲームコーナーである。
ゲストは、3つのビンをボールで倒す「アン・ボール」や、傾いたバケツにボールを投げ入れる「タブ・トス」などのゲームに挑戦できる。ゲームに成功すると、「スヌーピー」や「E.T.」などのぬいぐるみを獲得できる。

また、2023年冬には、『バック・トゥ・ザ・フューチャー』や『E.T.』のポスターで装飾された券売機が設置さた。

## アミティ・ビレッジ

### アミティ・ボードウォーク・ゲーム
| アミティ・ボードウォーク・ゲーム Amity Boardwalk Games | アミティ・ボードウォーク・ゲーム Amity Boardwalk Games |
| ------------------------------------------------------ | ------------------------------------------------------ |
| オープン日                                             | 2001年3月31日 (USJと同時にオープン)                    |
| タイプ                                                 | ゲーム                                                 |
| 利用制限                                               | 有料                                                   |

アミティ・ボードウォーク・ゲーム（英: Amity Boardwalk Games）は、アミティ・ビレッジのラグーン近くに位置するカーニバルゲームコーナーである。

ゲストは、皿の上にコインを乗せる「コイン・ピッチ」などのゲームに挑戦できる。ゲームに成功すると、映画『ジョーズ』をモチーフにしたぬいぐるみなどの景品を獲得できる。シンプルながら挑戦心をくすぐる内容で、幅広い年代のゲストが楽しめる。

## ユニバーサル・ワンダーランド

### スヌーピー・スタジオ

#### スヌーピーのフライング・エース・アドベンチャー
パイロットの変装をしているスヌーピーと共に宿敵レッドバロンを探しに空想の世界を飛び回るコースター型のアトラクション。
| スヌーピー・サウンド・ステージ・アドベンチャー Snoopy Sound Stage Adventure | スヌーピー・サウンド・ステージ・アドベンチャー Snoopy Sound Stage Adventure |
| --------------------------------------------------------------------------- | --------------------------------------------------------------------------- |
| オープン日                                                                  | 2001年3月31日 (USJと同時にオープン)                                         |
| タイプ                                                                      | プレイランド                                                                |
| 利用制限                                                                    | 推奨年齢: 12歳以下のゲスト                                                  |

#### フライング・スヌーピー
| フライング・スヌーピー The Flying Snoopy | フライング・スヌーピー The Flying Snoopy                     |
| ---------------------------------------- | ------------------------------------------------------------ |
| オープン日                               | 2012年3月16日 (ユニバーサル・ワンダーランドと同時にオープン) |
| タイプ                                   | ライド・アトラクション                                       |
| スポンサー                               | 日本生命保険相互会社                                         |
| 所要時間                                 | 約2分                                                        |
| 定員                                     | 2名                                                          |
| 利用制限                                 | 身長制限122cm以上 付き添い者同伴の場合は92cm以上             |
| チャイルドスイッチ                       | ○                                                            |
| よやくのり                               | ○                                                            |

フライング・スヌーピー（英: Flyng Snoopy）は、スヌーピーの背中に乗って空中を旋回するアトラクション。
ゲスト自身が操作し、スヌーピーを上下に動かして上昇・下降を楽しむことができる。

### ハローキティ・ファッション・アベニュー

#### ハローキティのカップケーキ・ドリーム
| ハローキティのカップケーキ・ドリーム Hello Kitty's Cupcake Dream | ハローキティのカップケーキ・ドリーム Hello Kitty's Cupcake Dream |
| ---------------------------------------------------------------- | ---------------------------------------------------------------- |
| オープン日                                                       | 2012年3月16日 (ユニバーサル・ワンダーランドと同時にオープン)     |
| タイプ                                                           | ライド・アトラクション                                           |
| 所要時間                                                         | 約2分                                                            |
| 定員                                                             | 5名                                                              |
| 利用制限                                                         | 身長制限122cm以上 付き添い者同伴の場合制限なし                   |
| チャイルドスイッチ                                               | ○                                                                |

ハローキティのカップケーキ・ドリーム（英: Hello Kitty's Cupcake Dream）は、回転型のライド・アトラクション。
ハローキティのケーキパーティに招待されたゲストは、カラフルなカップケーキ型のライドに乗り込み、回転する動きを楽しむ。。
かつてはミスタードーナツが協賛していたが、現在は協賛を終了している。アトラクション隣にある「ハローキティのカップケーキ・ショップ」では、以前ミスタードーナツが提供していたと考えられるカップケーキや関連フードが販売されていた。また、「ユニバーサル・ワンダーランド」のオープン時には、ミスタードーナツとのコラボレーションにより、駐車場に移動店舗「ミスタードーナツカー」が臨時設置された。

#### ハローキティのリボン・コレクション
| ハローキティのリボン・コレクション Hello Kitty's Ribbon Collection | ハローキティのリボン・コレクション Hello Kitty's Ribbon Collection |
| ------------------------------------------------------------------ | ------------------------------------------------------------------ |
| オープン日                                                         | 2012年3月16日 (ユニバーサル・ワンダーランドと同時にオープン)       |
| タイプ                                                             | グリーティング プレイランド                                        |
| 利用制限                                                           | 推奨年齢: 3歳 - 6歳までのゲスト                                    |

ハローキティのリボン・コレクション（英: Hello Kitty's Ribbon Collection）は、ハローキティが開放したスタジオ内で遊んだ後に記念撮影ができる屋内型プレイランド。
撮影した写真は、アトラクション出口にある「ハローキティのフォト・ショップ」で購入可能である。

### セサミストリート・ファン・ワールド

#### アーニーのラバーダッキー・レース
| アーニーのラバーダッキー・レース Ernie's Rubber Duckie Race | アーニーのラバーダッキー・レース Ernie's Rubber Duckie Race  |
| ----------------------------------------------------------- | ------------------------------------------------------------ |
| オープン日                                                  | 2012年3月16日 (ユニバーサル・ワンダーランドと同時にオープン) |
| タイプ                                                      | プレイランド                                                 |
| 利用制限                                                    | 推奨年齢: 3歳 - 6歳までのゲスト                              |

アーニーのラバーダッキー・レース（英: Ernie's Rubber Duckie Race）は、アーニーが作中で所持しているアヒルのおもちゃを使用し、丘の上から人工の川に浮かべて流すアトラクション。
ゲストはアヒルのおもちゃを流し、その動きを観察しながら楽しむことができる。

#### アビーのマジカル・ツリー
| アビーのマジカル・ツリー Abby's Magical Tree | アビーのマジカル・ツリー Abby's Magical Tree                 |
| -------------------------------------------- | ------------------------------------------------------------ |
| オープン日                                   | 2012年3月16日 (ユニバーサル・ワンダーランドと同時にオープン) |
| タイプ                                       | プレイランド                                                 |
| 利用制限                                     | 推奨年齢: 6歳 - 12歳までのゲスト                             |

アビーのマジカル・ツリー（英: Abby's Magical Tree）は、大きな木の中に広がるジャングルジム型のアトラクション。
ゲストは木の内部に設置された遊具を使って登ったり探検したりしながら、アビーの魔法の世界を楽しむことができる。

#### アビーのマジカル・パーティ
| アビーのマジカル・パーティ Abby's Magical Party | アビーのマジカル・パーティ Abby's Magical Party              |
| ----------------------------------------------- | ------------------------------------------------------------ |
| オープン日                                      | 2012年3月16日 (ユニバーサル・ワンダーランドと同時にオープン) |
| タイプ                                          | プレイランド                                                 |
| 利用制限                                        | 推奨年齢: 3歳 - 6歳までのゲスト                              |

アビーのマジカル・パーティ（英: Abby's Magical Party）は、アビーが魔法をかけたような煌びやかなホール内で、大きな星型のブロックやボールを使って遊ぶアトラクションである。
ゲストはブロックの上に登ったり、ボールを投げたりするなど、自由に体を動かしながらアビーの魔法の世界を楽しむことができる。

#### ウォーター・ガーデン
| ウォーター・ガーデン Water Garden | ウォーター・ガーデン Water Garden                            |
| --------------------------------- | ------------------------------------------------------------ |
| オープン日                        | 2012年3月16日 (ユニバーサル・ワンダーランドと同時にオープン) |
| タイプ                            | プレイランド                                                 |
| 利用制限                          | 推奨年齢: 3歳 - 9歳までのゲスト                              |

ウォーター・ガーデン（英: Water Garden）は、水遊びをテーマにしたプレイランドである。
エリア内には噴水や滝が設置されており、地面からリズミカルに水が飛び出す仕掛けや、上部から水が流れ落ちる仕組みなど、水と触れ合いながら楽しめる要素が揃っている。

#### エルモのゴーゴー・スケートボード
| エルモのゴーゴー・スケートボード Elmo's Go-Go Skateboard | エルモのゴーゴー・スケートボード Elmo's Go-Go Skateboard |
| -------------------------------------------------------- | -------------------------------------------------------- |
| オープン日                                               | 2015年3月18日                                            |
| タイプ                                                   | ライド・アトラクション                                   |
| 所要時間                                                 | 約2分                                                    |
| 定員                                                     | 32名（4名×8列）                                          |
| 利用制限                                                 | 身長制限122cm以上 付き添い者同伴の場合は92cm以上         |
| シングルライダー                                         | ○                                                        |
| チャイルドスイッチ                                       | ○                                                        |
| よやくのり                                               | ○                                                        |

エルモのゴーゴー・スケートボード（英: Elmo's Go-Go Skateboard）は、エルモが大好きなスケートボードをモチーフにしたライド・アトラクションである。
ゲストはスケートボード型のライドに乗り込み、斜面を高速で駆け抜けるスリルを楽しむことができる。

#### エルモのバブル・バブル
| エルモのバブル・バブル Elmo's Bubble Bubble | エルモのバブル・バブル Elmo's Bubble Bubble                  |
| ------------------------------------------- | ------------------------------------------------------------ |
| オープン日                                  | 2012年3月16日 (ユニバーサル・ワンダーランドと同時にオープン) |
| タイプ                                      | ライド・アトラクション                                       |
| 所要時間                                    | 約3分                                                        |
| 定員                                        | 2名                                                          |
| 利用制限                                    | 身長制限122cm以上 付き添い者同伴の場合は92cm以上             |
| チャイルドスイッチ                          | ○                                                            |
| よやくのり                                  | ○                                                            |

エルモのバブル・バブル（英: Elmo's Bubble Bubble）は、エルモの夢の世界を舞台としたライド・アトラクションである。
ゲストはエルモのペットである金魚ドロシーを模したライドに乗り込み、水上をゆっくりと旅する。道中では、エルモが作るシャボン玉を眺めながら、幻想的なクルージングを楽しむことができる。

#### エルモのリトル・ドライブ
| エルモのリトル・ドライブ Elmo's Little Drive | エルモのリトル・ドライブ Elmo's Little Drive                   |
| -------------------------------------------- | -------------------------------------------------------------- |
| オープン日                                   | 2012年3月16日 (ユニバーサル・ワンダーランドと同時にオープン)   |
| タイプ                                       | ライド・アトラクション                                         |
| 所要時間                                     | 約2分                                                          |
| 定員                                         | 1名                                                            |
| 利用制限                                     | 年齢制限: 3歳 - 5歳までのゲスト（6歳の未就学児含む。大人不可） |

エルモのリトル・ドライブ（英: Elmo's Little Drive）は、エルモがデザインされた車に乗って周回コースを運転できるライド・アトラクションである。
カートはアクセルを踏むだけで操作でき、3歳から利用可能。対象年齢は5歳まで（6歳の未就学児を含む）に限定されている。
2025年8月8日からは、コーポレート・マーケティング・パートナーであるMS&ADインシュアランス グループのあいおいニッセイ同和損害保険がパートナーシップ契約を拡大し、アトラクション利用者の子どもに「子ども向けドライバーライセンスカード」を配布している。これは交通安全意識の啓発や「安全運転の楽しさ」の提供を目的とした取り組みである。

#### クッキーモンスター・スライド
| クッキーモンスター・スライド Cookie Monster Slide | クッキーモンスター・スライド Cookie Monster Slide            |
| ------------------------------------------------- | ------------------------------------------------------------ |
| オープン日                                        | 2012年3月16日 (ユニバーサル・ワンダーランドと同時にオープン) |
| タイプ                                            | プレイランド                                                 |
| 利用制限                                          | 推奨年齢: 3歳 - 9歳までのゲスト                              |

クッキーモンスター・スライド（英: Cookie Monster Slide）は、「クッキーモンスター」の舌を模した大きなすべり台である。
ゲストはチョコチップクッキーをデザインしたシートに乗り、一気に滑り降りるスリルを楽しむことができる。

#### グローバーのコンストラクション・カンパニー
| グローバーのコンストラクション・カンパニー Grover's Construction Company | グローバーのコンストラクション・カンパニー Grover's Construction Company |
| ------------------------------------------------------------------------ | ------------------------------------------------------------------------ |
| オープン日                                                               | 2012年3月16日 (ユニバーサル・ワンダーランドと同時にオープン)             |
| タイプ                                                                   | プレイランド                                                             |
| 利用制限                                                                 | 推奨年齢: 3歳 - 9歳までのゲスト                                          |

グローバーのコンストラクション・カンパニー（英: Grover's Construction Company）は、さまざまな形のブロックを組み立てて遊ぶアトラクションである。
細長いブロックや歯車型のブロックなどが用意されており、ゲストは自由な発想でブロックを組み立て、自分だけの構造物を作り上げることができる。

#### セサミのビッグ・ドライブ
| セサミのビッグ・ドライブ Sesame's Big Drive | セサミのビッグ・ドライブ Sesame's Big Drive                  |
| ------------------------------------------- | ------------------------------------------------------------ |
| オープン日                                  | 2012年3月16日 (ユニバーサル・ワンダーランドと同時にオープン) |
| タイプ                                      | ライド・アトラクション                                       |
| 所要時間                                    | 約3分                                                        |
| 定員                                        | 1名                                                          |
| 利用制限                                    | 年齢制限: 6歳 - 12歳までのゲスト（大人不可）                 |

セサミのビッグ・ドライブ（英: Sesame's Big Drive）は、「セサミストリート」のキャラクターたちがデザインされたカラフルな自動車に乗り、セントラルパークをイメージしたコースを自分で運転できるライド・アトラクションである。
ゲストは全65種類のカートの中から好きなデザインを選択できる。カートにはアクセルとブレーキが装備されており、本物の自動車を運転しているような感覚を楽しめるのが特徴である。また、操作を通じて自分の行動が周囲にどのような影響を与えるかを学べる要素も取り入れられている。

#### バート＆アーニーのプロップショップ・ゲーム・プレイス
| バート＆アーニーのプロップショップ・ゲーム・プレイス Bert & Ernie Prop Shop Game Place | バート＆アーニーのプロップショップ・ゲーム・プレイス Bert & Ernie Prop Shop Game Place |
| -------------------------------------------------------------------------------------- | -------------------------------------------------------------------------------------- |
| オープン日                                                                             | 2012年3月16日 (ユニバーサル・ワンダーランドと同時にオープン)                           |
| タイプ                                                                                 | ゲーム                                                                                 |
| 利用制限                                                                               | 有料（クレジットカード利用可）                                                         |

バート＆アーニーのプロップショップ・ゲーム・プレイス（英: Bert & Ernie Prop Shop Game Place）は、「バート」や「アーニー」をテーマに装飾されたカーニバルゲームコーナーである。
ゲストは、ボールを転がして枠の中でビンゴを狙う「ビンゴ・ビンゴ」などのゲームに挑戦できる。ゲームに成功すると、「セサミストリート」のキャラクターのぬいぐるみを獲得できる。カラフルなデザインとシンプルなルールで、子どもから大人まで楽しめる。

#### バートとアーニーのワンダー・ザ・シー
| バートとアーニーのワンダー・ザ・シー Bert and Ernie's Wonder - The Sea | バートとアーニーのワンダー・ザ・シー Bert and Ernie's Wonder - The Sea |
| ---------------------------------------------------------------------- | ---------------------------------------------------------------------- |
| オープン日                                                             | 2012年3月16日 (ユニバーサル・ワンダーランドと同時にオープン)           |
| タイプ                                                                 | プレイランド                                                           |
| 利用制限                                                               | 推奨年齢: 3歳 - 6歳までのゲスト                                        |

バートとアーニーのワンダー・ザ・シー（英: Bert and Ernie's Wonder - The Sea）は、「バート」と「アーニー」が待つプールをイメージしたプレイランド型アトラクションである。
プールに向かって伸びるすべり台が設置されており、その先には青や白のボールで構成された海をイメージしたボールプールが広がっている。ゲストは、スライダーやボールプールを通じて、海の世界を探検するような感覚を楽しむことができる。

#### ビッグバードのビッグ・ネスト
| ビッグバードのビッグ・ネスト Big Bird's Big Nest | ビッグバードのビッグ・ネスト Big Bird's Big Nest             |
| ------------------------------------------------ | ------------------------------------------------------------ |
| オープン日                                       | 2012年3月16日 (ユニバーサル・ワンダーランドと同時にオープン) |
| タイプ                                           | プレイランド                                                 |
| 利用制限                                         | 推奨年齢: 5歳 – 12歳までのゲスト                             |

ビッグバードのビッグ・ネスト（英: Big Bird's Big Nest）は、「ビッグバード」の巣をイメージした巨大なジャングルジム型アトラクションである。
ゲストは、バランスを取りながらロープを渡ったり、ネットの上を登り降りしたりして、体を動かしながら遊ぶことができる。巣をテーマにした構造を通じて、冒険気分を味わえるアクティブな体験が楽しめる。

#### モッピーのバルーン・トリップ
| モッピーのバルーン・トリップ Moppy's Balloon Trip | モッピーのバルーン・トリップ Moppy's Balloon Trip |
| ------------------------------------------------- | ------------------------------------------------- |
| オープン日                                        | 2015年3月18日                                     |
| タイプ                                            | ライド・アトラクション                            |
| 所要時間                                          | 約2分                                             |
| 定員                                              | 4名                                               |
| 利用制限                                          | 身長制限122cm以上 付き添い者同伴の場合は92cm以上  |
| チャイルドスイッチ                                | ○                                                 |
| よやくのり                                        | ○                                                 |

モッピーのバルーン・トリップ（英: Moppy's Balloon Trip）は、「セサミストリート」のキャラクターたちがデザインされた気球型のライドに乗り、上空へ上昇するアトラクションである。
ゲストは手元のハンドルを回すことで、ゴンドラを回転させながら空中遊覧を楽しめる。上空からは、『ユニバーサル・ワンダーランド』全体を一望でき、色鮮やかな景色を楽しむことができる。

#### モッピーのラッキー・ダンス・パーティ
| モッピーのラッキー・ダンス・パーティ Moppy's Lucky Dance Party | モッピーのラッキー・ダンス・パーティ Moppy's Lucky Dance Party |
| -------------------------------------------------------------- | -------------------------------------------------------------- |
| オープン日                                                     | 2012年3月16日 (ユニバーサル・ワンダーランドと同時にオープン)   |
| タイプ                                                         | プレイランド                                                   |
| 利用制限                                                       | 推奨年齢: 12歳以下のゲスト                                     |

モッピーのラッキー・ダンス・パーティ（英: Moppy's Lucky Dance Party）は、ハートや星で装飾されたホールで、DJラッキーとともに音楽に合わせてダンスを楽しむプレイランド型アトラクションである。
音楽に合わせて自由に踊ることができ、イベントによっては「モッピー」が登場することもある。ゲストはリズムに乗って体を動かし、にぎやかなダンス・パーティを満喫できる。

## ウィザーディング・ワールド・オブ・ハリー・ポッター

### オリバンダーの店
| オリバンダーの店 Ollivanders | オリバンダーの店 Ollivanders |
| ---------------------------- | ---------------------------- |
| オープン日                   | 2014年7月15日                |
| タイプ                       | ショー・アトラクション       |
| 所要時間                     | 約10分                       |

オリバンダーの店（英: Ollivanders）は、無数の杖の箱が天井まで積み上げられた埃っぽい小さな店で、「杖が魔法使いを選ぶ」瞬間を体験できるショー・アトラクションである。

ゲストは杖の番人とともに、杖が持ち主を選ぶ様子を目の前で体験でき、『ハリー・ポッター』シリーズの世界観を間近に感じることができる。

### ワンド・マジック
| ワンド・マジック Wand Magic | ワンド・マジック Wand Magic                          |
| --------------------------- | ---------------------------------------------------- |
| オープン日                  | 2014年7月15日                                        |
| タイプ                      | ショー・アトラクション                               |
| 利用制限                    | 専用の杖「マジカル・ワンド」を持つゲストのみ体験可能 |

ワンド・マジック（英: Wand Magic）は、ゲスト自身が魔法をかけることができる体験型のショー・アトラクションである。
このアトラクションは、専用の杖である「マジカル・ワンド」を持つゲストのみが体験可能。魔法をかけられる場所は、杖に付属する地図に記されており、各スポットの歩道には杖の振り方と呪文が刻まれたブロンズ製のメダリオンが埋め込まれている。

ゲストが呪文を唱えながら指示通りに杖を振ると、周囲に雪が舞ったり、大鍋から水が噴き出したりするなど、『ハリー・ポッター』シリーズの世界を再現した魔法体験を楽しむことができる。

## ミニオン・パーク

### スペース・キラー
| スペース・キラー Space Killer | スペース・キラー Space Killer |
| ----------------------------- | ----------------------------- |
| オープン日                    | 2014年7月15日                 |
| タイプ                        | ゲーム                        |
| スポンサー                    | アート引越センター株式会社    |
| 利用制限                      | 有料                          |

スペース・キラー（英: Space Killer）は、映画『怪盗グルーの月泥棒』に登場する遊園地のバズーカ・ゲームを再現したカーニバルゲームである。

ゲストはバズーカ砲を使って6つの缶を打ち倒すことに挑戦し、成功すると「ミニオン」のぬいぐるみを獲得できる。映画のシーンを彷彿とさせるデザインとシンプルなルールで、幅広い年代のゲストが楽しめるゲームとなっている。

### バナナ・カバナ
| バナナ・カバナ Banana Cabana | バナナ・カバナ Banana Cabana |
| ---------------------------- | ---------------------------- |
| オープン日                   | 2014年7月15日                |
| タイプ                       | ゲーム                       |
| 利用制限                     | 有料                         |

バナナ・カバナ（英: Banana Cabana）は、南国をテーマにしたカーニバルゲームである。

ゲストは、「ミニオン」の大好物であるバナナを飛ばし、ココナッツの中に入れることに挑戦する。バナナをココナッツに入れることに成功すると、「ミニオン」のぬいぐるみを獲得できる。シンプルなルールながら、ミニオンの世界観を楽しめるゲームとして人気を集めている。

## 運営終了したアトラクション

### ライナスのグリーン・デパートメント
| ライナスのグリーン・デパートメント Linus' Greens Department | ライナスのグリーン・デパートメント Linus' Greens Department |
| ----------------------------------------------------------- | ----------------------------------------------------------- |
| オープン日                                                  | 2001年3月31日 (USJと同時にオープン)                         |
| クローズ日                                                  | 2001年                                                      |
| タイプ                                                      | プレイランド                                                |

ライナスのグリーン・デパートメント（英: Linus' Greens Department）は、「スヌーピー・プレイランド」内に設置されていた、自然をテーマにした迷路型アトラクションである。
ライナスの植物園を舞台としており、『ピーナッツ』のキャラクターをかたどったトピアリーや、触ると音が鳴るウォーターハープなどが設置されていた。
しかし、「ペパーミント・パティのスタント・スライド」のレーン増設と「スヌーピー・スタジオ・ストア」の拡張工事のため、オープンから1年足らずの2001年にクローズした。

### ユニバーサル・スタジオ・モーション・ピクチャー・マジック
2002年11月4日終了。
ユニバーサル映画の制作過程を、スティーヴン・スピルバーグ監督の案内で3面スクリーンに映し出して紹介していた。後に「ユニバーサル・スタジオ・シネマ4-D」にリニューアルされ、座席や特殊効果装置が増設された。2011年には期間限定で1面スクリーンのみ使用して再上映された。

### テレビ・プロダクション・ツアー
2004年8月31日終了。
閉鎖後も「スパイダーマン3 ムービーフェスティバル」などの期間限定イベントで運営された。また、2014年3月末までは毎日放送（MBS）のテレビ番組収録が非公開で行われていた。跡地は更衣室や仮装室として使用されている。

### ハリウッド・プレミア・パレード
2004年8月31日終了。
ユニバーサル映画をモチーフにしたフロートにキャラクターやダンサーが乗り込み、パフォーマンスを披露するパレード。

### モンスター・メーキャップ
2004年8月31日終了。
博士と助手による奇妙な実験を題材にしたコメディショー。一時期、吉本新喜劇の吉田裕が助手役で出演していた。終了後、施設は「ステージ18」として年間パス引換所として使用され、後に「セサミストリートのハッピーサプライズ」などのイベント会場を経て、イルミネーション・シアターとなり「シング・オン・ツアー」が運営されている。

### ハリウッド・マジック
2005年10月23日終了。
ユニバーサル映画の歴史を特殊効果を用いて紹介する夜間ショー。ラグーン上に設置された3つのステージで実施されていた。

### スヌーピー・アクション・ステージ
2006年1月9日終了。
ウエスタンエリアで開催されたショーで、スヌーピーたちが西部劇映画の撮影に挑むという内容。終了後、劇場は「ウィキッド」の上演に向けて改装された。

### アニマル・アクターズ・ステージ
2006年5月7日終了。
動物たちによるパフォーマンスショー。終了後、劇場は「トト&フレンズ」へとリニューアルされた。

### ハッピー・ハーモニー・セレブレーション
2008年6月29日終了。
巨大フロートにキャラクターたちが乗って登場するパレードショー。

### ピーター・パンのネバーランド
2010年10月31日終了。
ラグーンで上演されていたショー。

### ピッグペンのプロップ・プラザ
| ピッグペンのプロップ・プラザ Pig-Pen's Prop Plaza | ピッグペンのプロップ・プラザ Pig-Pen's Prop Plaza |
| ------------------------------------------------- | ------------------------------------------------- |
| オープン日                                        | 2001年3月31日 (USJと同時にオープン)               |
| クローズ日                                        | 2011年10月5日                                     |
| タイプ                                            | プレイグラウンド                                  |

ピッグペンのプロップ・プラザ（英: Pig-Pen's Prop Plaza）は、「スヌーピー・プレイランド」内に設置されていたプレイランド型アトラクションである。
エリア内には、クレヨンや野球用グローブとボール、数字を押すと音が鳴る電話機など、子ども向けの巨大なオブジェが設置されていた。
しかし、『ユニバーサル・ワンダーランド』のオープンに伴い、2011年10月5日にクローズした。

### Dreams Are Universal
2012年1月9日終了。
10周年記念ショー。

### ペパーミント パティのスタント・スライド
| ペパーミント パティのスタント・スライド Peppermint Patty's Stunt Slide | ペパーミント パティのスタント・スライド Peppermint Patty's Stunt Slide |
| ---------------------------------------------------------------------- | ---------------------------------------------------------------------- |
| オープン日                                                             | 2001年3月31日 (USJと同時にオープン)                                    |
| クローズ日                                                             | 2013年9月8日                                                           |
| タイプ                                                                 | ライド・アトラクション                                                 |
| スポンサー                                                             | 日本生命保険相互会社                                                   |
| 定員                                                                   | 2名                                                                    |
| 利用制限                                                               | 身長制限122cm以上 付き添い者同伴の場合は92cm以上                       |
| チャイルドスイッチ                                                     | ○                                                                      |

ペパーミント パティのスタント・スライド（英: Peppermint Patty's Stunt Slide）は、水が流れる曲がりくねったチューブ内を、2人乗りのゴムボートに乗って滑り降りるウォータースライダー型アトラクションである。
冬季には、出口付近に衣類乾燥用のストーブが設置され、濡れた衣服を乾かすことができた。
2002年4月27日には、従来2つだったレーンが4つに増設されたが、『ウィザーディング・ワールド・オブ・ハリー・ポッター』のオープンに伴い、2013年9月8日にクローズした。

### アビーのマジカル・ガーデン
| アビーのマジカル・ガーデン Abby's Magical Garden | アビーのマジカル・ガーデン Abby's Magical Garden             |
| ------------------------------------------------ | ------------------------------------------------------------ |
| オープン日                                       | 2012年3月16日 (ユニバーサル・ワンダーランドと同時にオープン) |
| クローズ日                                       | 2014年11月4日                                                |
| タイプ                                           | プレイランド                                                 |

アビーのマジカル・ガーデン（英: Abby's Magical Garden）は、「アビー・カダビー」の魔法によって誕生した庭をテーマとしたプレイランド型アトラクションである。
ハチのスプリング遊具や、「アビー」の魔法の失敗作として登場する奇妙な野菜や果物のオブジェが設置されており、ゲストは自由に遊ぶことができた。
しかし、「モッピーのバルーン・トリップ」のオープンに伴い、2014年11月4日にクローズした。

### ビッグバードのクライミング・ネスト
| ビッグバードのクライミング・ネスト Big Bird's Climbing Nest | ビッグバードのクライミング・ネスト Big Bird's Climbing Nest  |
| ----------------------------------------------------------- | ------------------------------------------------------------ |
| オープン日                                                  | 2012年3月16日 (ユニバーサル・ワンダーランドと同時にオープン) |
| クローズ日                                                  | 2014年11月4日                                                |
| タイプ                                                      | プレイランド                                                 |
| 利用制限                                                    | 推奨年齢: 5歳 - 12歳までのゲスト                             |

ビッグバードのクライミング・ネスト（英: Big Bird's Climbing Nest）は、「ビッグバード」の網の巣をイメージしたプレイランド型アトラクションである。
ゲストは、網を登ったり降りたりしながら体を動かして遊ぶことができたが、「エルモのゴーゴー・スケートボード」のオープンに伴い、2014年11月4日にクローズした。

### マジカル・スターライト・パレード
2016年6月26日終了。